# Station Stai
Station Stai is een station in Stai in de gemeente Stor-Elvdal in fylke Innlandet  in  Noorwegen. Het station, gelegen op ruim 250 meter hoogte, werd geopend in 1875. Het stationsgebouw was een  ontwerp van Georg Andreas Bull. Sinds 2002 wordt het beschermd als monument. Stai ligt aan  Rørosbanen. 